# Møyenknatten
Møyenknatten är en kulle i Antarktis. Den ligger i Östantarktis. Norge gör anspråk på området. Toppen på Møyenknatten är 1 422 meter över havet.
Terrängen runt Møyenknatten är platt åt nordost, men åt sydväst är den kuperad. Trakten är obefolkad. Det finns inga samhällen i närheten. 